# Puerto Princesa Subterranean River National Park
Puerto Princesa Nationalpark Nationalpark er en nationalpark på Filippinerne.
Parken ligger i Saint Paul Mountain Range på den vestlige kyst af øen Palawan, cirka 80 kilometer nord for centrum af byen Puerto Princesa, og indeholder Puerto Princesa Underjordiske Flod . Det har været administreret af bystyret i Puerto Princesa siden 1992.
Det blev opført som et UNESCO verdensarvsted i 1999 og var i 2012 blandt Verdens syv naturvidundere. Det blev også et Ramsar vådområde i 2012.

## Beskrivelse
Floden kaldes også 'Puerto Princesa Underground River'. Nationalparken ligger i Saint Paul Bjergkæden på øens vestkyst. Den grænser mod nord til St. Paul Bay og Babuyan-floden mod øst. Bystyret i Puerto Princesa har administreret nationalparken siden 1992. Indgangen til den underjordiske flod er en kort vandretur eller en bådtur fra byen Sabang.  

### Nyere historie
I 2010 opdagede en gruppe miljøforkæmpere og geologer, at den underjordiske flod har en anden etage, hvilket betyder, at der er små vandfald inde i hulen. De fandt også en hulekuppel på 300 meter over den underjordiske flod, klippeformationer, store flagermus, et dybt vandhul i floden, flere flodkanaler og en anden dyb hule, såvel som havdyr mm. De dybere områder af den underjordiske flod er næsten umulige at udforske på grund af mangel på ilt.  
Den 11. november 2011 blev Puerto Princesa Underground River midlertidigt valgt som et af Verdens syv naturvidundere. Dette valg blev officielt bekræftet den 28. januar 2012. Det er også udpeget til Biosfærereservat.

## Geografi
Parken er et kalksten/karst bjerglandskab. St. Pauls underjordiske flodgrotte er mere end 24 kilometer lang hvoraf Cabayugan-floden løber 8,2 kilometer. Floden snor sig gennem hulen, før den strømmer direkte ud i det Sydkinesiske Hav og er sejlbar op til 4,3 kilometer fra havet. Hulen indeholder store formationer af stalaktitter og stalagmitter og adskillige store kamre der er op til 120 meter lange og 60 meter høje. Den nederste del af floden op til 6 kilometer fra havet er påvirket af tidevandet. Indtil opdagelsen af den underjordiske flod i Mexicos Yucatán-halvø i 2007, blev Puerto Princesa-underjordiske flod regnet som verdens længste underjordiske flod.
Området repræsenterer også et habitat for bevaringsøkologi da det omfatter et fuldt bjerg-til-hav- økosystem og har nogle af de vigtigste skove i Asien. Det blev indskrevet af UNESCO som verdensarvsted den 4. december 1999 med kriterierne vii, x.  

## Flora
Parken har en række skovformationer, der repræsenterer otte af de tretten skovtyper, der findes i tropisk Asien. Forskere har identificeret mere end 800 plantearter fra 300 slægter og 100 familier. Disse inkluderer mindst 295 træer domineret af dipterocarp-familien.

## Fauna
Fugle udgør den største gruppe hvirveldyr, der findes i parken. Af de 252 fuglearter, der vides at forekomme på Palawan, blev der i alt registreret 165 fuglearter i parken. Dette udgør 67 % øens arter og alle de 15 endemiske fuglearter i Palawan. Bemærkelsesværdige arter, der ses i parken, er blånakket grovnæbspapegøje (Tanygnathus lucionensis ), Tabon-krathøns ( Megapodius cumunigii ), beostær (Gracula religiosa), Palawan næsehornsfugl ( Anthracoceros marchei ), hvidbrystet havørn (Haliaeetus leucogaster).
Der er også registreret ca. 30 pattedyrarter. Oftest observeret i skoven og langs kystlinjen ved lavvande er den Filippinske langhalede makak (Macaca fascicularis), den eneste primat, der findes i området. Andre pattedyrarter i parken er den Palawanske skæggede gris (Sus ahoenobarbus), bjørnekat (Arctictis binturong), og Palawansk stinkgrævling (Hystrix pumila).
Der er identificeret 19 arter af krybdyr, hvoraf otte er endemiske. Almindelige arter i området inkluderer store rovdyr som den almindelige netpython ( Python-reticulates), båndvaran (Varanus salvator) og det grønbrystede firben ) (Bronchocoela cristatella). Amfibiefaunaen omfatter ti arter. Den filippinske skovfrø (Rana acanthi) er den mest dominerende og hyppigt forekommende. En art, Barbourula busuangensis, som er endemisk for Palawan, er også observeret i området.
Der findes ni arter af flagermus, to arter af sejlere og den truede edderkop piskespindel (Stygophrynus sp.) findes i hulen, ligesom en repræsentant af søkøerne, Dygong (Dugong dugon) og suppeskildpadde (Chelonia mydas) fouragerer i kystområdet i parken.